# Heintje/Diskografie
Diese Diskografie ist eine Übersicht über die musikalischen Werke des niederländischen Schlagersängers Heintje und seiner Pseudonyme wie Heintje Simons und Hein Simons. Den Quellenangaben zufolge hat er bisher mehr als 40 Millionen Tonträger verkauft, davon über 8,1 Millionen in Deutschland, womit er zu den Interpreten mit den meisten Tonträgerverkäufen des Landes zählt.
Seine erfolgreichste Veröffentlichung ist das deutschsprachige Debütalbum Heintje mit über 3,6 Millionen verkauften Einheiten. Das Album verkaufte sich alleine in Deutschland über 2,75 Millionen Mal und zählt genauso wie der Millionenseller Weihnachten mit Heintje zu den meistverkauften Musikalben in Deutschland. Weihnachten mit Heintje wurde seinerzeit zum kommerziell erfolgreichsten Weihnachtsalbum, erst elf Jahre später, im Jahr 1979, konnte Andrea Jürgens mit Weihnachten mit Andrea Jürgens wieder die Millionenmarke mit einem Weihnachtsalbum überschreiten.
Darüber hinaus avancierten die Singles Du sollst nicht weinen, Heidschi Bumbeidschi und Mama ebenfalls zu Millionensellern in Deutschland, womit sie nicht nur zu den meistverkauften deutschsprachigen Schlagern, sondern generell zu den meistverkauften Singles des Landes zählen. Heintje rangiert mit drei Millionenseller-Singles an Position zwei, lediglich Freddy Quinn konnte mit sechs Singles öfters die Millionenmarke überschreiten.

## Alben

### Studioalben
| Jahr | Titel                                                                         | Höchstplatzierung, Gesamtwochen/‑monate, AuszeichnungChartplatzierungen (Jahr, Titel, Platzierungen, Wochen/Monate, Auszeichnungen, Anmerkungen) | Höchstplatzierung, Gesamtwochen/‑monate, AuszeichnungChartplatzierungen (Jahr, Titel, Platzierungen, Wochen/Monate, Auszeichnungen, Anmerkungen) | Höchstplatzierung, Gesamtwochen/‑monate, AuszeichnungChartplatzierungen (Jahr, Titel, Platzierungen, Wochen/Monate, Auszeichnungen, Anmerkungen) | Höchstplatzierung, Gesamtwochen/‑monate, AuszeichnungChartplatzierungen (Jahr, Titel, Platzierungen, Wochen/Monate, Auszeichnungen, Anmerkungen) | Anmerkungen                                                |
| Jahr | Titel                                                                         | DE | AT | CH | NL | Anmerkungen                                                |
| ---- | ----------------------------------------------------------------------------- | --- | --- | --- | --- | ---------------------------------------------------------- |
| 1967 | Dit is Heintje                                                                | — | — | — | NL10 (3 Wo.)NL | Erstveröffentlichung: 1967                                 |
| 1968 | Heintje                                                                       | DE1 ×9Neunfachgold + Platin · (22 Mt.)DE | — | — | — | Erstveröffentlichung: Mai 1968 Verkäufe: + 3.600.000       |
| 1969 | Ich sing’ ein Lied für Dich auch bekannt als: Liebe Sonne, lach doch wieder   | DE1 ×2Doppelgold · (10 Mt.)DE | — | — | — | Erstveröffentlichung: November 1969 Verkäufe: + 500.000    |
| 1970 | Dein schönster Tag auch bekannt als: Ein Strauß voll bunter Blumen            | DE6 Gold · (7 Mt.)DE | — | — | — | Erstveröffentlichung: Juli 1970 Verkäufe: + 250.000        |
| 1970 | Herzlichst                                                                    | DE6 (10 Mt.)DE | — | — | — | Erstveröffentlichung: Dezember 1970                        |
| 1971 | Wenn wir alle Sonntagskinder wär’n                                            | DE37 (3 Mt.)DE | — | — | — | Erstveröffentlichung: Dezember 1971                        |
| 1973 | Ich denk’ an dich auch bekannt als: Ik denk aan jou (Niederländische Version) | — | — | — | — | Erstveröffentlichung: 1973 Verkäufe: + 280.000             |
| 1974 | Junger Mann mit 19                                                            | — | — | — | — | Erstveröffentlichung: 1974                                 |
| 1975 | Suid-Afrika, Jou Hart Is Weer Myne                                            | — | — | — | — | Erstveröffentlichung: 1975 VÖ: nur in Südafrika            |
| 1975 | Heintje sing van liefde en verlange                                           | — | — | — | — | Erstveröffentlichung: 1975                                 |
| 1978 | Ich habe Freunde                                                              | — | — | — | — | Erstveröffentlichung: 1978                                 |
| 1989 | Herzensmelodie                                                                | — | — | — | — | Erstveröffentlichung: 1989                                 |
| 1992 | Ich hab’ so lange gesucht nach dir                                            | — | — | — | — | Erstveröffentlichung: 1992                                 |
| 1994 | Die Heimat darfst du nie vergessen                                            | — | — | — | — | Erstveröffentlichung: 6. September 1994                    |
| 1996 | Mein zweites Leben                                                            | — | — | — | — | Erstveröffentlichung: 1996                                 |
| 1998 | Ich schenk’ dir meine Liebe                                                   | — | — | — | — | Erstveröffentlichung: 16. März 1998                        |
| 1999 | Noch einmal mit Gefühl                                                        | — | — | — | — | Erstveröffentlichung: 8. November 1999                     |
| 2001 | Heute und ein bisschen gestern                                                | — | — | — | — | Erstveröffentlichung: 28. März 2001                        |
| 2002 | Rück ein Stückchen näher                                                      | — | — | — | — | Erstveröffentlichung: 13. September 2002                   |
| 2003 | Von Herz zu Herz                                                              | — | — | — | — | Erstveröffentlichung: 15. Februar 2003                     |
| 2004 | Frauen sind was Wunderbares                                                   | — | — | — | — | Erstveröffentlichung: 5. April 2004                        |
| 2005 | Ich sag’ Danke                                                                | — | — | — | — | Erstveröffentlichung: 27. Juni 2005                        |
| 2006 | Männer sind einfach zu gut                                                    | — | — | — | — | Erstveröffentlichung: 17. November 2006                    |
| 2008 | Träum’ mit mir                                                                | — | — | — | — | Erstveröffentlichung: 22. Februar 2008                     |
| 2009 | Alles halb so schlimm                                                         | — | — | — | — | Erstveröffentlichung: 4. September 2009                    |
| 2011 | Leb deinen Traum                                                              | — | — | — | — | Erstveröffentlichung: 23. September 2011                   |
| 2014 | Thuis                                                                         | — | — | — | NL27 (13 Wo.)NL | Erstveröffentlichung: 19. September 2014                   |
| 2015 | Vertrau auf Dein Herz                                                         | — | — | — | — | Erstveröffentlichung: 4. September 2015                    |
| 2017 | Heintje und Ich                                                               | DE9 Gold · (54 Wo.)DE | AT29 (4 Wo.)AT | CH20 (22 Wo.)CH | — | Erstveröffentlichung: 1. Dezember 2017 Verkäufe: + 100.000 |
| 2019 | Lebenslieder                                                                  | DE5 (3 Wo.)DE | AT24 (1 Wo.)AT | CH8 (1 Wo.)CH | — | Erstveröffentlichung: 6. September 2019                    |
| 2022 | Neue Lieder                                                                   | DE16 (1 Wo.)DE | AT65 (1 Wo.)AT | CH46 (1 Wo.)CH | — | Erstveröffentlichung: 20. Mai 2022                         |

grau schraffiert: keine Chartdaten aus diesem Jahr verfügbar

### Kompilationen
| Jahr | Titel                                              | Höchstplatzierung, Gesamtwochen/‑monate, AuszeichnungChartplatzierungen (Jahr, Titel, Platzierungen, Wochen/Monate, Auszeichnungen, Anmerkungen) | Höchstplatzierung, Gesamtwochen/‑monate, AuszeichnungChartplatzierungen (Jahr, Titel, Platzierungen, Wochen/Monate, Auszeichnungen, Anmerkungen) | Höchstplatzierung, Gesamtwochen/‑monate, AuszeichnungChartplatzierungen (Jahr, Titel, Platzierungen, Wochen/Monate, Auszeichnungen, Anmerkungen) | Höchstplatzierung, Gesamtwochen/‑monate, AuszeichnungChartplatzierungen (Jahr, Titel, Platzierungen, Wochen/Monate, Auszeichnungen, Anmerkungen) | Anmerkungen                           |
| Jahr | Titel                                              | DE | AT | CH | NL | Anmerkungen                           |
| ---- | -------------------------------------------------- | --- | --- | --- | --- | ------------------------------------- |
| 1971 | Stars in Gold                                      | DE28 (2 Mt.)DE | — | — | — | Erstveröffentlichung: 1. Juni 1971    |
| 1979 | Erinnerungen                                       | — | AT8 (2 Mt.)AT | — | — | Erstveröffentlichung: 1. Februar 1979 |
| 1987 | Mama – Jij bent de allerliefste van de hele wereld | — | — | — | NL53 (5 Wo.)NL | Erstveröffentlichung: 31. Mai 1997    |
| 1997 | De allergrootste successen                         | — | — | — | NL26 (10 Wo.)NL | Erstveröffentlichung: 31. Mai 1997    |
| 2013 | Das Beste                                          | DE58 (8 Wo.)DE | — | — | — | Erstveröffentlichung: 5. April 2013   |
| 2016 | Seine größten Erfolge                              | DE13 (6 Wo.)DE | AT39 (2 Wo.)AT | CH67 (4 Wo.)CH | — | Erstveröffentlichung: 11. März 2016   |
| 2021 | Die große Jubiläumsedition                         | DE14 (1 Wo.)DE | — | — | — | Erstveröffentlichung: 14. Mai 2021    |
| 2023 | Heintje und Ich – Gold                             | DE24 (1 Wo.)DE | — | — | — | Erstveröffentlichung: 12. Mai 2023    |

grau schraffiert: keine Chartdaten aus diesem Jahr verfügbar
Weitere Kompilationen
- 1970: Hits van Heintje
- 1979: Das Star Album
- 1988: Het beste van Heintje
- 1989: Heintje – Die Stimme für Millionen
- 1990: Die großen Erfolge
- 1990: Heidschi Bumbeidschi
- 1990: Mama – Seine großen Erfolge
- 1990: Das große deutsche Schlager-Archiv (mit Michael Holm)
- 1993: Ein Mutterherz soll niemals weinen
- 1998: Das Beste von Heintje
- 2000: Gold – 32 unvergessliche Erfolge
- 2002: Ich bau’ dir ein Schloß
- 2004: Alpenrosen
- 2004: StarCollection
- 2004: Seine großen Erfolge
- 2005: Wahre Liebe
- 2005: Ein Bild von dir
- 2006: Willkommen in meinem Leben – Die Großen Erfolge
- 2007: Gold-Stücke
- 2008: Ein Ariola Klassiker – Die schönsten Lieder
- 2009: Nur das Beste – Die größten Hits
- 2010: Hollands Glorie
- 2010: Meine Besten
- 2013: Mein schönstes Lied
- 2013: Wunschkonzert
- 2013: Lieder Für Mama
- 2014: Seine größten Hits
- 2014: Stefan Mross präsentiert: Legenden der Volksmusik

### EPs
- 1967: Mama
- 1968: EP (mit Geschwister Leismann)
- 1972: I’m Your Little Boy

### Weihnachtsalben
| Jahr | Titel                   | Höchstplatzierung, Gesamtwochen/‑monate, AuszeichnungChartplatzierungen (Jahr, Titel, Platzierungen, Wochen/Monate, Auszeichnungen, Anmerkungen) | Höchstplatzierung, Gesamtwochen/‑monate, AuszeichnungChartplatzierungen (Jahr, Titel, Platzierungen, Wochen/Monate, Auszeichnungen, Anmerkungen) | Höchstplatzierung, Gesamtwochen/‑monate, AuszeichnungChartplatzierungen (Jahr, Titel, Platzierungen, Wochen/Monate, Auszeichnungen, Anmerkungen) | Höchstplatzierung, Gesamtwochen/‑monate, AuszeichnungChartplatzierungen (Jahr, Titel, Platzierungen, Wochen/Monate, Auszeichnungen, Anmerkungen) | Anmerkungen                                                  |
| Jahr | Titel                   | DE | AT | CH | NL | Anmerkungen                                                  |
| ---- | ----------------------- | --- | --- | --- | --- | ------------------------------------------------------------ |
| 1968 | Weihnachten mit Heintje | DE2 ×6Sechsfachgold · (3 Mt.)DE | — | — | — | Erstveröffentlichung: 1. November 1968 Verkäufe: + 2.000.000 |

grau schraffiert: keine Chartdaten aus diesem Jahr verfügbar
Weitere Weihnachtsalben
- 1971: Fröhliche Weihnacht überall
- 1971: When the Christmas Bells Are Ringing
- 1977: Weiße Weihnacht
- 1989: Weihnachten mit Heintje – Gold-Serie
- 2002: Laßt uns froh und munter sein
- 2004: Weihnachten
- 2007: Weihnachten mit Hein Simons
- 2015: Meine schönsten Weihnachtslieder
- 2018: Heintje und ich: Weihnachten (erweiterte Fassung von Heintje und ich, deren Verkäufe dem Original hinzuaddiert werden)

## Singles

### Als Leadmusiker
| Jahr | Titel Album                                                                                         | Höchstplatzierung, Gesamtwochen/‑monate, AuszeichnungChartplatzierungen (Jahr, Titel, Album, Platzierungen, Wochen/Monate, Auszeichnungen, Anmerkungen) | Höchstplatzierung, Gesamtwochen/‑monate, AuszeichnungChartplatzierungen (Jahr, Titel, Album, Platzierungen, Wochen/Monate, Auszeichnungen, Anmerkungen) | Höchstplatzierung, Gesamtwochen/‑monate, AuszeichnungChartplatzierungen (Jahr, Titel, Album, Platzierungen, Wochen/Monate, Auszeichnungen, Anmerkungen) | Höchstplatzierung, Gesamtwochen/‑monate, AuszeichnungChartplatzierungen (Jahr, Titel, Album, Platzierungen, Wochen/Monate, Auszeichnungen, Anmerkungen) | Anmerkungen                                                | [↑]: gemeinsam behandelt mit vorhergehendem Eintrag; [←]: in beiden Charts platziert |
| Jahr | Titel Album                                                                                         | DE | AT | CH | NL | Anmerkungen                                                |                                                                                      |
| ---- | --------------------------------------------------------------------------------------------------- | --- | --- | --- | --- | ---------------------------------------------------------- | ------------------------------------------------------------------------------------ |
| 1967 | Mama Heintje                                                                                        | DE2 Gold · (12½ Mt.)DE | AT3 (5 Mt.)AT | — | NL9 (5 Mt.)NL | Erstveröffentlichung: Oktober 1967 Verkäufe: + 1.000.000   |                                                                                      |
| 1967 | Zwei kleine Sterne Heintje[DE: ↑]                                                                   | DE2 Gold · (12½ Mt.)DE | AT15 (1 Mt.)AT | —[NL: ↑] | NL9 (5 Mt.)NL | Erstveröffentlichung: November 1967                        |                                                                                      |
| 1968 | Mama vertel me (Beautiful Dreamer) Dit is Heintje                                                   | — | — | — | NL17 (6 Wo.)NL | Erstveröffentlichung: 12. Februar 1968                     |                                                                                      |
| 1968 | Du sollst nicht weinen Heintje                                                                      | DE1 (9 Mt.)DE | AT10 (4 Mt.)AT | CH3 (11 Wo.)CH | NL1 (27 Wo.)NL | Erstveröffentlichung: 20. Mai 1968 Verkäufe: + 1.090.000   |                                                                                      |
| 1968 | Ich bau’ Dir ein Schloß Heintje[DE: ↑]                                                              | DE1 (9 Mt.)DE | AT10 (4 Mt.)AT[CH: ↑][NL: ↑] | CH3 (11 Wo.)CH | NL1 (27 Wo.)NL | Erstveröffentlichung: 20. Mai 1968                         |                                                                                      |
| 1968 | Heidschi Bumbeidschi Ich sing’ ein Lied für Dich / Fröhliche Weihnacht überall (Version 2006)       | DE1 Gold · (6½ Mt.)DE | AT5 (3 Mt.)AT | CH5 (12 Wo.)CH | NL1 (13 Wo.)NL | Erstveröffentlichung: September 1968 Verkäufe: + 1.000.000 |                                                                                      |
| 1968 | Eine kleine Abschiedsträne Ich sing’ ein Lied für Dich[DE: ↑]                                       | DE1 Gold · (6½ Mt.)DE | AT13 (1 Mt.)AT[CH: ↑][NL: ↑] | CH5 (12 Wo.)CH | NL1 (13 Wo.)NL | Erstveröffentlichung: September 1968                       |                                                                                      |
| 1969 | Oma so lieb / Oma’tje Lief (niederländische Version) Heintje / Dit is Heintje                       | — | — | — | NL29 (5 Wo.)NL | Erstveröffentlichung: 18. Februar 1969                     |                                                                                      |
| 1969 | Ich sing’ ein Lied für Dich                                                                         | DE1 (3½ Mt.)DE | AT9 (3 Mt.)AT | CH4 (7 Wo.)CH | NL17 (6 Wo.)NL | Erstveröffentlichung: 28. März 1969                        |                                                                                      |
| 1969 | Scheiden tut so weh Ich sing’ ein Lied für Dich                                                     | DE4 (4½ Mt.)DE | AT17 (3 Mt.)AT | CH8 (3 Wo.)CH | NL21 (5 Wo.)NL | Erstveröffentlichung: 22. August 1969                      |                                                                                      |
| 1969 | I’m Your Little Boy I’m Your Little Boy EP                                                          | — | — | — | NL7 (10 Wo.)NL | Erstveröffentlichung: 1969                                 |                                                                                      |
| 1969 | Ik hou van Holland Hits van Heintje                                                                 | — | — | — | NL17 (6 Wo.)NL | Erstveröffentlichung: 21. Februar 1970                     |                                                                                      |
| 1970 | Deine Tränen sind auch meine Dein schönster Tag                                                     | DE14 (4 Mt.)DE | AT12 (2 Mt.)AT | — | — | Erstveröffentlichung: 16. März 1970                        |                                                                                      |
| 1970 | Es kann nicht immer nur die Sonne scheinen Dein schönster Tag                                       | DE12 (4½ Mt.)DE | — | — | — | Erstveröffentlichung: 16. September 1970                   |                                                                                      |
| 1971 | Schneeglöckchen im Februar, Goldregen im Mai Wenn wir alle Sonntagskinder wär’n                     | DE4 (20 Wo.)DE | — | — | — | Erstveröffentlichung: 16. Februar 1971                     |                                                                                      |
| 1971 | Jij bent de allerbeste                                                                              | — | — | — | NL28 (4 Wo.)NL | Erstveröffentlichung: 15. Mai 1971                         |                                                                                      |
| 1971 | Schön sind die Märchen vergangener Zeit Wenn wir alle Sonntagskinder wär’n                          | DE23 (11 Wo.)DE | — | — | — | Erstveröffentlichung: 21. Juni 1971                        |                                                                                      |
| 1971 | Alle schönen Dinge dieser Welt Wenn wir alle Sonntagskinder wär’n                                   | DE25 (4 Wo.)DE | — | — | — | Erstveröffentlichung: 8. November 1971                     |                                                                                      |
| 1973 | Ich denk’ an Dich / Ik denk aan jou (niederländische Version) Ich denk’ an dich / Ik denk aan jou – | DE18 (6 Wo.)DE | — | — | — | Erstveröffentlichung: 12. November 1973                    |                                                                                      |
| 1978 | Und das alles nur, weil wir uns lieben Ich habe Freunde                                             | — | — | — | NL27 (8 Wo.)NL | Erstveröffentlichung: 11. März 1978                        |                                                                                      |

grau schraffiert: keine Chartdaten aus diesem Jahr verfügbar
Weitere Singles
| - 1967: Stille Nacht, heilige Nacht - 1968: Gloria in excelsis deo - 1969: Liebe Sonne, lach doch wieder - 1969: Geh deinen Weg - 1970: Moeders verjaardag (Wo du nicht bist) - 1971: Es war alles wunderschön - 1972: Meine Liebe für Dich - 1974: Ihr habt nie die Sterne gezählt - 1974: Morgen ist Sonntag - 1974: Hé, ga je mee - 1975: Sag’ auf Wiederseh’n - 1975: Ein and’res Mädchen will ich nicht - 1975: Jou hart is weer myne - 1975: Nimm dir Zeit für deine Träume - 1976: Weit ist der Weg nach Santa Cruz - 1976: Gloria dem jungen Paar - 1976: Laten wij vrienden zijn - 1979: Perdonna me - 1981: Ich geh’ durch diese Stadt - 1982: Der Single - 1984: Geef me een kans - 1984: Vom Winde verweht - 1989: Wenn ein Stern vom Himmel fällt - 1990: Liefdesmelodie - 1990: Ein Mutterherz soll niemals weinen - 1992: Ich hab’ so lange gesucht nach dir - 1994: Die Heimat darfst du nie vergessen - 1995: Mama ’95 - 1998: Ich schenk’ dir meine Liebe | - 1998: Komm tanz nochmal ganz eng mit mir - 2001: Heute und ein bisschen gestern - 2001: Wenn der Südwind weht - 2002: Ball Paradox - 2002: So wie ein Stern - 2002: Es ist nur der Regen - 2004: Frauen sind was wunderbares - 2005: Ich sag’ Danke - 2006: Hallo wie geht’s - 2006: 10 Jahre Urlaubsglück - 2006: Bunte Tulpen (mit Johannes Heesters) - 2007: Träume sind wie kleine Boote - 2007: Endlich Winter (ja, es schneit) - 2008: Domenica - 2008: Tausendmal - 2008: Für alle Kinder - 2009: Verlange von mir was du willst - 2009: Lena (das muss Liebe sein) - 2009: Kann nicht sein ohne dich - 2010: Lebe deinen Traum - 2010: Nie mehr deine Nähe spür’n - 2011: Alles halb so schlimm - 2011: Ich komm einfach nicht mehr von dir los - 2012: Tausend Gründe - 2012: Für immer - 2012: Vorbei - 2013: Bleib bei mir heut’ Nacht - 2013: Mein Kind (Remix) - 2014: Gestolen uren - 2016: Eine Frau wie du |

### Als Gastmusiker
- 2016: Aba heidschi bumbeidschi (Helene Fischer & Heintje)

## Videoalben
| Jahr | Titel                 | Höchstplatzierung, Gesamtwochen, AuszeichnungChartplatzierungen (Jahr, Titel, Platzierungen, Wochen, Auszeichnungen, Anmerkungen) | Höchstplatzierung, Gesamtwochen, AuszeichnungChartplatzierungen (Jahr, Titel, Platzierungen, Wochen, Auszeichnungen, Anmerkungen) | Höchstplatzierung, Gesamtwochen, AuszeichnungChartplatzierungen (Jahr, Titel, Platzierungen, Wochen, Auszeichnungen, Anmerkungen) | Höchstplatzierung, Gesamtwochen, AuszeichnungChartplatzierungen (Jahr, Titel, Platzierungen, Wochen, Auszeichnungen, Anmerkungen) | Anmerkungen                                                 |
| Jahr | Titel                 | DE | AT | CH | NL | Anmerkungen                                                 |
| ---- | --------------------- | --- | --- | --- | --- | ----------------------------------------------------------- |
| 2013 | Das Beste             | DE*DE | AT8 (5 Wo.)AT | — | NL28 (1 Wo.)NL | Erstveröffentlichung: 5. April 2013 * siehe Kompilation     |
| 2016 | Seine größten Erfolge | DE*DE | AT1 (1 Wo.)AT | — | — | Erstveröffentlichung: 11. März 2016 * siehe Kompilation     |
| 2019 | Lebenslieder          | DE*DE | AT3 (1 Wo.)AT | — | — | Erstveröffentlichung: 6. September 2019 * siehe Studioalbum |

Weitere Videoalben
- 2005: Mama
- 2007: Hein Simons DVD

## Boxsets
- 2013: 3CD Collector’s Box

## Statistik

### Chartauswertung
Die folgende Aufstellung beinhaltet eine Übersicht über die Charterfolge Heintjes in den Album-, Single- sowie den Musik-DVD-Charts. In Deutschland besteht die Besonderheit, dass Videoalben sich ebenfalls in den Albumcharts platzieren. In Österreich, der Schweiz und den Niederlanden werden für Videoalben eigenständige Chartlisten geführt.
|                     | DE     | AT    | CH    | NL    |
| ------------------- | ------ | ----- | ----- | ----- |
| Nummer-eins-Alben   | DE2DE  | AT—AT | CH—CH | NL—NL |
| Top-10-Alben        | DE7DE  | AT1AT | CH1CH | NL1NL |
| Alben in den Charts | DE14DE | AT5AT | CH4CH | NL4NL |

|                       | DE     | AT    | CH    | NL     |
| --------------------- | ------ | ----- | ----- | ------ |
| Nummer-eins-Singles   | DE3DE  | AT—AT | CH—CH | NL2NL  |
| Top-10-Singles        | DE6DE  | AT5AT | CH4CH | NL4NL  |
| Singles in den Charts | DE11DE | AT9AT | CH4CH | NL11NL |

|                          | DE    | AT    | CH    | NL    |
| ------------------------ | ----- | ----- | ----- | ----- |
| Nummer-eins-Videoalben   | DE—DE | AT1AT | CH—CH | NL—NL |
| Top-10-Videoalben        | DE—DE | AT3AT | CH—CH | NL—NL |
| Videoalben in den Charts | DE—DE | AT3AT | CH—CH | NL1NL |

### Auszeichnungen für Musikverkäufe
Anmerkung: Auszeichnungen in Ländern aus den Charttabellen bzw. Chartboxen sind in ebendiesen zu finden.
| Land/RegionAuszeichnungen für Musikverkäufe (Land/Region, Auszeichnungen, Verkäufe, Quellen) | Gold     | Platin     | Verkäufe  | Quellen                           |
| -------------------------------------------------------------------------------------------- | -------- | ---------- | --------- | --------------------------------- |
| Deutschland (BVMI)                                                                           | 5× Gold5 | 9× Platin9 | 8.100.000 | musikindustrie.de Einzelnachweise |
| Schweiz (IFPI)                                                                               | —        | —          | 178.000   | Einzelnachweise                   |
| Insgesamt                                                                                    | 5× Gold5 | 9× Platin9 |           |                                   |